# 拉度斯拉夫·薩巴尼克
拉度斯拉夫·薩巴尼克（Radoslav Zabavník，1980年9月16日—），斯洛伐克職業足球員，司職後衛。

## 生平
薩巴尼克曾效力1.FC Košice和斯利納，當中助斯利納奪得兩次聯賽冠軍。 2004年至2005年年底，薩巴尼克效力於保加利亞球會索菲亞中央陸軍。在2005年年底，他被賣到布拉格斯巴達。2008年2月，布拉格斯巴達再把薩巴尼克賣給泰域克。2010年冬季轉會窗，以自由身加盟德甲球會緬恩斯，初步簽約至球季結束，附帶可優先續約至2012年夏季。

## 連結
- Profile at National Football Teams （页面存档备份，存于）
- Profile at RFPL.org （俄文）
- Profile at iDNES （页面存档备份，存于） （捷克文）